# Ed Sperber
Edgar G. „Ed“ Sperber (* 23. März 1937) ist ein deutscher Jazz- und Unterhaltungsmusiker (Tenor-, Altsaxophon, Klarinette, Flöte, Gesang, Dirigent).
Sperber, der in Schweinfurt aufwuchs, erlernte ab dem 9. Lebensjahr Geige, mit 13 Jahren erhielt er Klarinettenunterricht. Bereits mit 17 Jahren trat er in den lokalen Clubs der US-Armee auf, wo er auch den Jazz entdeckte. Er arbeitete in der Kugellagerproduktion in Schweinfurt. 1961 gründete er mit einigen Arbeitskollegen die ballbearing dixielanders. Mit dieser Band trat er 1961 und 1962 beim Deutschen Amateur-Jazz-Festival auf und wurde jeweils als bester Solist ausgezeichnet. 1963 gründete er seine erste Profiband und studierte dann bei Ernst Flackus am Staatlichen Konservatorium Würzburg. Mit dem Ed-Sperber-Sextett unternahm er ab 1967 Tourneen durch Schweden, Dänemark, Österreich, Schweiz und Italien. Von 1971 bis 1977 gehörte er dem Orchester Ambros Seelos an, mit dem er vier Tourneen nach Asien unternahm und in den meisten Ländern Europas auftrat. Im Oktober 1977 holte ihn der Bayerische Rundfunk zum Rundfunk-Tanzorchester Nürnberg, das er zwanzig Jahre lang unter eigenem Namen leitete und mit dem er an zahlreichen Rundfunkproduktionen teilnahm. Daneben spielte er mit seiner Jazz-Combo Kaleidoskop. Seit 1978 lehrte er zusätzlich am Alexander-von-Humboldt-Gymnasium und am Celtis-Gymnasium in Schweinfurt. Seit 1985 war er als Dozent für das Fach Bigband und Ensemble an der Hochschule für Musik Würzburg tätig, wo er 2001 zum Professor ernannt wurde. 
Sperber spielte zahlreiche Alben ein. Zu seinem Quartett gehören Thomas und Johannes Fink sowie Werner Schmitt.